# John Desmond Bernal
John Desmond Bernal (Nenagh (Ierland), 10 mei 1901 - Londen (Verenigd Koninkrijk), 15 september 1971) was een Iers-Amerikaans natuurwetenschapper. Hij is bekend geworden door zijn werk aan röntgendiffractie en wetenschapsgeschiedenis.
Bernal studeerde tot 1923 wiskunde en natuurwetenschap aan de Universiteit van Cambridge, waar hij zich onder andere bekwaamde in de wiskundige theorie van de ruimtegroep. Nadien ging hij in Londen aan het werk in het Davy Faraday Research Laboratory, genoemd naar de scheikundige Humphry Davy en zijn leerling Michael Faraday. Hier stelde hij in 1924 de structuur van grafiet vast. In de jaren dertig startte hij een onderzoeksgroep aan de Universiteit van Cambridge waarvan Dorothy Hodgkin deel uitmaakte. Bernal ontwikkelde daar zijn werk aan de röntgendiffractie. Later werd Bernal professor in de natuurkunde aan de Universiteit van Londen en fellow bij de Royal Society.
Als wetenschapshistoricus heeft Bernal internationale faam verworven door zijn vierdelige Science in History uit 1954, in het Nederlands uitgegeven onder de titel De wetenschap als maatschappelijk proces. Er is een onderscheiding naar hem vernoemd, de John Desmond Bernal Prize. Deze wordt als de hoogste internationale onderscheiding op het gebied van de wetenschapssociologie gezien.
John Desmond Bernal was communist. Hij kreeg op 12 december 1953 de Stalin Vredesprijs. In 1987 werd deze prijs ook toegekend aan Dorothy Crowfoot Hodgkin, die door zijn opleiding scheikundige, kristallografe en grondlegster van de eiwitkristallografie.werd en aan wie in 1964 de Nobelprijs voor Scheikunde werd toegekend

## Publicaties
- 1929, The World, the Flesh & the Devil: An Enquiry into the Future of the Three Enemies of the Rational Soul
- 1934, Aspects of Dialectical Materialism, met F. Carritt, Ralph Fox, Hyman Levy, John Macmurray, en R. Page Arnot
- 1939, The Social Function of Science
- 1949, The Freedom of Necessity
- 1951, The Physical Basis of Life
- 1952, Marx and Science, Marxism Today Series No. 9
- 1953, Science and Industry in the Nineteenth Century
- 1954, Science in History, vier delen in latere edities: The Emergence of Science; The Scientific and Industrial Revolutions; The Natural Sciences in Our Time; en The Social Sciences: Conclusions
- 1958, World without War
- 1960, A Prospect of Peace
- 1967, The Origin of Life
- 1971, Emergence of Science
- 1972, The Extension of Man. A History of Physics before 1900 ook uitgegeven als: A History of Classical Physics from Antiquity to the Quantum
- 1980, On History met Fernand Braudel